# Stadler KISS
De Stadler KISS, in eerste instantie ook wel Stadler Dosto genoemd, is een elektrisch dubbeldeks treinstel van fabrikant Stadler Rail. De naam "KISS" is een acroniem voor "Komfortabler Innovativer Spurtstarker S-Bahn-Zug", wat comfortabele innovative sprintende S-Bahn-trein betekent. De eerste klant was de Schweizerische Bundesbahnen (SBB), die het treinstel vanaf 2011 inzet in de reizigersdienst op de S-Bahn van Zürich.

## Geschiedenis
Het treinstel werd in 2008 ontworpen door Stadler Rail en is een doorontwikkeling van de eveneens door Stadler Rail ontwikkelde FLIRT.

## Constructie en techniek

### Aandrijving
De treinstellen worden aangedreven door enkele motordraaistellen. Deze hebben twee separaat aangedreven assen, met overbrenging via Kardan-Hohlwellen-Antrieb. De treinstellen voor de SBB en de Westbahn hebben aangedreven koprijtuigen met twee gemotoriseerde draaistellen. De versies voor de ODEG en de CFL hebben aangedreven koprijtuigen waarbij alleen het binnenste draaistel is aangedreven. De versie voor Westfalenbahn heeft daarnaast ook nog één middenbak met één moterdraaistel.

### Omgrenzingsprofiel
De treinstellen voor gebruik in Zwitserland en Oostenrijk hebben het Zwitserse AB-EBV O2 omgrenzingsprofiel dat bedoeld is voor dubbeldekkers. De Duitse en Luxemburgse versies voldoen aan het Duitse G2 profiel, waardoor zij op de bovenverdieping iets krapper zijn, maar wel iets hoger (35 mm).
De versie voor Rusland volgt het grotere Russisch omgrenzingsprofiel, waardoor die treinstellen 3,40 m breed en 5,24 m hoog zullen worden.

### Overige
Deze treinstellen kunnen in combinaties tot maximaal drie stellen rijden. De treinstellen zijn uitgerust met luchtvering.

## Overzicht
De onderstaande tabel geeft de verschillende versies van de Stadler KISS weer, tezamen met een aantal (technische) details. Uitgebreidere informatie is te vinden op de desbetreffende pagina's van de verschillende treinstellen.
| Serie                                                                     | Afbeelding     | Levering                                | Inzet | Zitplaatsen        | Toelating                                | Aandrijving                                                           | Dimensies                                         |
| ------------------------------------------------------------------------- | -------------- | --------------------------------------- | --- | ------------------ | ---------------------------------------- | --------------------------------------------------------------------- | ------------------------------------------------- |
| maatschappij type                                                         |                | jaartal aantal                          | | 1e klas 2e klas    | snelheid omgrenzingsprofiel instaphoogte | bovenleidingspanning continuvermogen aanzetkracht                     | lengte breedte / hoogte gewicht                   |
| Schweizerische Bundesbahnen (SBB) RABe 511 (6-delig) RABe 511.1 (4-delig) |                | 2010-2012 50 (6-delig) 24 (4-delig)     | S-Bahn Zürich RegioExpress | 120 / 60 415 / 277 | 160 km/h AB-EBV O2 550 mm                | ~ 15.000 volt 16 2/3 Hz 4.000 kW (8×500 kW) 400 kN                    | 150,00 / 100,36 m 2,800 m / 4,595 m 297 / 211,9 t |
| Westbahn GmbH (WESTbahn) MeA 4010                                         |                | 2011 8 (6-delig)                        | IC-dienst Salzburg-Wenen | 501                | 200 km/h AB-EBV O2 570 mm                | ~ 15.000 volt 16 2/3 Hz 4.000 kW (8×500 kW) 320 kN                    | 150,0 m 2,800 m / 4,595 m 296 t                   |
| Westbahn GmbH (WESTbahn) MeA 4110 (Treinstellen met overdruk wagens)      |                | 2017 9 (4-delig)                        | IC-dienst Salzburg-Wenen |                    | 200 km/h AB-EBV O2 570 mm                | ~ 15.000 volt 16 2/3 Hz 4.000 kW (8×500 kW) 320 kN                    | 102,0 m 2,800 m / 4,595 m 256 t                   |
| Westbahn GmbH (WESTbahn) MeA 4210 (Treinstellen met overdruk wagens)      |                | 2020 15 (Kiss 3) (6-delig)              | IC-dienst Salzburg-Wenen |                    | 200 km/h AB-EBV O2 570 mm                | ~ 15.000 volt 16 2/3 Hz 4.000 kW (8×500 kW) 320 kN                    | 150,0 m 2,800 m / 4,595 m 296 t                   |
| BLS AG RABe 515                                                           |                | 2012 28 (4-delig)                       | S-bahn Bern | 61 274             | 160 km/h AB-EBV O2 570 mm                | ~ 15.000 volt 16 2/3 Hz 4.000 kW (8×500 kW) 400 kN                    | 102,6 m 2,800 m / 4,595 m 216 t                   |
| Ostdeutsche Eisenbahn GmbH (ODEG) ET 445 (ODEG)                           |                | 2012 16 (4-delig)                       | RE2 Wismar–Cottbus RE4 Stendal–Jüterbog | 24 404             | 160 km/h G2 580 mm                       | ~ 15.000 volt 16 2/3 Hz 3.000 kW (4×750 kW) 200 kN                    | 105,22 m 2,800 m / 4,630 m 205,8 t                |
| Chemins de fer luxembourgeois (CFL) 2300                                  |                | 2013 8 (3-delig) 2017 11 (3-delig)      | RE Luxemburg-Trier–Koblenz | 29 255             | 160 km/h G2 580 mm                       | ~15.000 volt 16 2/3 Hz ~ 25.000 volt 50 Hz 3.000 kW (4×750 kW) 200 kN | 79,84 m 2,800 m / 4,630 m 205,8 t                 |
| Westfalenbahn ET 445                                                      |                | 2015 13 (6-delig)                       | RE Braunschweig–Rheine/Bielefeld | 34 592             | 160 km/h G2 600 mm                       | ~ 15.000 volt 16 2/3 Hz 4.500 kW (6×750 kW)                           | 156,45 m 2,800 m / 4,630 m                        |
| Aeroexpress (Moskou) ЭШ2 (ESh2)                                           |                | 2016 16 (4-delig) 8 (6-delig) optie: 13 | Luchthavenverbinding Moskou |                    | 160 km/h Breedspoor (1520 mm)            | Gelijkstroom / Bovenleiding                                           | 3,400 m / 5,240 m                                 |
| Azərbaycan Dəmir Yolları (ADY) EŞ2                                        | opname gewenst | 2015 5 (4-delig)                        | Baku – Sumqayıt |                    | 160 km/h Breedspoor (1520 mm)            | Gelijkstroom / Bovenleiding                                           | 3,400 m / 5,240 m                                 |
| Mälab (AB Transitio)                                                      |                | 2018 33 (Kiss 2) Optie: 110 (4-delig)   | • Örebro – Eskilstuna – Stockholm – Uppsala ("Svealandsbanan") • Hallsberg – Katrineholm – Stockholm ("Sörmlandspilen") • Norrköping – Nyköping – Stockholm ("Nyköpingsbanan") • Sala – Västerås – Eskilstuna – Katrineholm – Linköping ("UVEN") |                    | 200 km/h G2 580 mm                       | ~ 15.000 volt 16 2/3 Hz 3.000 kW (4×750 kW) 200 kN                    | 105,22 m 3,400 m / 5,200 m                        |
| Georgische Spoorweg (Sakartvelos Rkinigza, SR)                            |                | 2017 4 (4-delig)                        | Tbilisi - Batoemi |                    | 160 km/h Breedspoor (1520 mm)            | Gelijkstroom / Bovenleiding                                           | 3,400 m / 5,240 m                                 |
| Caltrain                                                                  |                | 2022-2024 23 (7-delig)                  | San Francisco - Tamien |                    | 200 km/h                                 | ~ 25.000 volt 60 Hz                                                   | 182,56 m 3,000 m / 4,840 m 429 t                  |